# Eleição municipal de Jundiaí em 2004
A eleição municipal em Jundiaí aconteceu em 2004  como parte das eleições nos 26 estados brasileiros. A eleição ocorreu em turno único, sendo em 3 de outubro. Ao final foram eleitos o prefeito, o vice-prefeito e 16 vereadores.

## Candidatos
No primeiro turno, quatro candidatos disputaram o poder executivo da cidade: Pedro Bigardi pelo PT, Benjamin Ribeiro Filho pelo PPS, José Aparecido Marcussi pelo PPS, Íbis Cruz pelo PFL e Ary Fossen pelo PSDB. 
| Nº | Candidato(a) a prefeito | Candidato(a) a prefeito | Partido | Candidato(a) a vice-prefeito | Candidato(a) a vice-prefeito   | Coligação                                                                                      |
| -- | ----------------------- | ----------------------- | ------- | ---------------------------- | ------------------------------ | ---------------------------------------------------------------------------------------------- |
| 13 |                         | Pedro Bigardi           | PT      |                              | Evandro Oliveira Santos (PDT)  | "Mais e melhor para Jundiaí" PT, PDT, PCdoB, PRTB, PL, PMN, PMDB                               |
| 16 |                         | Benjamin Ribeiro Filho  | PSTU    |                              | José Cruz (PSTU)               | Partido Não Coligado PSTU                                                                      |
| 23 |                         | José Aparecido Marcussi | PPS     |                              | Tércio Marinho (PV)            | "Jundiaí para todos" PPS, PV                                                                   |
| 25 |                         | Íbis Cruz               | PFL     |                              | Valter Henrique Schuller (PFL) | Partido Não Coligado PFL                                                                       |
| 45 |                         | Ary Fossen              | PSDB    |                              | Juca Chaves Rodrigues (PP)     | "Trabalhando por Jundiaí" PSDB, PHS, PSDC, PTB, PSC, PT do B, PTC, PSB, PSL, PAN, PTN, PP, PRP |

## Resultados

### Prefeito
Resultado das eleições para prefeito de Jundiaí, com 100% das 534 urnas apuradas.
| 1º Turno 3 de outubro de 2004 | 1º Turno 3 de outubro de 2004  | 1º Turno 3 de outubro de 2004 | 1º Turno 3 de outubro de 2004 |
| Candidato(a)                  | Vice                           | Votação                       | Votação                       |
| Candidato(a)                  | Vice                           | Total                         | Porcentagem                   |
| ----------------------------- | ------------------------------ | ----------------------------- | ----------------------------- |
| Ary Fossen (PSDB)             | Juca Chaves Rodrigues (PP)     | 98.041                        | 51,49%                        |
| Pedro Bigardi (PT)            | Evandro Oliveira Santos (PDT)  | 80.271                        | 42,16%                        |
| Íbis Cruz (PFL)               | Valter Henrique Schuller (PFL) | 6.748                         | 3,54%                         |
| José Aparecido Marcussi (PPS) | Tércio Marinho (PV)            | 4.647                         | 2,44%                         |
| Benjamin Ribeiro Filho (PSTU) | José Cruz (PSTU)               | 709                           | 0,37%                         |
| Total de votos válidos        | Total de votos válidos         | 190.416                       | 100,00%                       |
| Votos apurados                |                                |                               |                               |
| Votos válidos                 | Votos válidos                  | 190.416                       | 89,91%                        |
| Votos em branco               | Votos em branco                | 6.282                         | 2,97%                         |
| Votos nulos                   | Votos nulos                    | 15.089                        | 7,12%                         |
| Total de votos apurados       | Total de votos apurados        | 211.787                       | 100,00%                       |
| Eleitores                     |                                |                               |                               |
| Comparecimento                | Comparecimento                 | 211.787                       | 87,88%                        |
| Abstenções                    | Abstenções                     | 29.220                        | 12,12%                        |
| Total de eleitores            | Total de eleitores             | 241.007                       | 100,00%                       |

### Vereador
Resultado das eleições para os vereadores eleitos,  com 100% das 534 urnas apuradas, a tabela a seguir apresenta o nome do candidato, o partido, o número do candidato, a quantidade de votos, e a porcentagem de votos válidos.
| Candidato(a)                       | Partido | N°    | Quantidade | %VV  |
| ---------------------------------- | ------- | ----- | ---------- | ---- |
| Adilson Rosa                       | PL      | 22580 | 2.129      | 1,09 |
| Pastor Roberto Conde               | PL      | 22222 | 2.415      | 1,24 |
| José Dias                          | PSB     | 40620 | 2.932      | 1,50 |
| José Galvão (Tico)                 | PSDC    | 27690 | 1.921      | 0,99 |
| Marcelo Gastaldo                   | PTB     | 14613 | 1.990      | 1,02 |
| Dra. Silvana                       | PP      | 11222 | 2.313      | 1,19 |
| Ana Tonelli                        | PSDB    | 45645 | 4.089      | 2,10 |
| Antonio Carlos Pereira Neto (Doca) | PP      | 11605 | 4.630      | 2,38 |
| Carlos Kubitza                     | PT      | 13655 | 1.663      | 0,85 |
| Dr. Cláudio Miranda                | PSDB    | 45655 | 4.278      | 2,20 |
| Gerson Sartori                     | PT      | 13200 | 3.837      | 1,97 |
| José Antônio Kachan                | PSB     | 40666 | 3.162      | 1,62 |
| Júlio César de Oliveira            | PSDB    | 45660 | 2.582      | 1,33 |
| Luiz Fernando Machado              | PSDC    | 27632 | 2.864      | 1,47 |
| Marilena Negro                     | PT      | 13660 | 1.764      | 0,91 |
| Enivaldo Ramos de Freitas (Val)    | PTB     | 14123 | 4.346      | 2,23 |